# Virginie Razzano
Virginie Razzano (Dijon, 1983. május 12. –) francia hivatásos teniszezőnő, háromszoros junior Grand Slam-tornagyőztes, olimpikon.
1999 óta játszik a profik között. Pályafutása során eddig egyéniben kettő, párosban egy WTA-tornát nyert meg. ITF-versenyeken öt egyéni és öt páros címet szerzett. Legjobb egyéni világranglista helyezése a 16. hely, amelyen 2009. szeptember 14-én állt, párosban a 82. helyig jutott 2001. február 12-én.
1999-es Australian Openen egyéniben és párosban is, a 2000-es Roland Garroson egyéniben nyerte meg a junior lányok versenyét. A felnőttek között a Grand Slam-tornákon a legjobb eredménye egyéniben a 4. kör, amelyet a 2006-os US Openen, valamint 2009-ben Wimbledonban és a Roland Garroson ért el. Párosban a 2008-as US Openen a negyeddöntőig jutott.
Franciaország csapatának tagjaként részt vett a 2008-as pekingi olimpián, ahol egyesben és párosban is játszott. 2001–2014 között 25 mérkőzésen szerepelt a francia Fed-kupa-válogatottban.

### Junior Grand Slam döntői

#### Egyéni

##### Győzelmek (2)
| Év   | Bajnokság       | Borítás | Ellenfél              | Eredmény      |
| ---- | --------------- | ------- | --------------------- | ------------- |
| 1999 | Australian Open | Kemény  | Katarína Bašternáková | 6–1, 6–1      |
| 2000 | Roland Garros   | Salak   | María Emilia Salerni  | 5–7, 6–4, 8–6 |

#### Páros

##### Győzelmek (1)
| Év   | Bajnokság       | Borítás | Partner         | Ellenfél                       | Eredmény |
| ---- | --------------- | ------- | --------------- | ------------------------------ | -------- |
| 1999 | Australian Open | Kemény  | Eléni Danjilídu | Natalie Grandin Nicole Rencken | 6–1, 6–1 |

## Egyéni döntői

### Győzelmek (7)
| Összesítés           |                        |
| Grand Slam-torna (0) |                        |
| Tier I (0)           | Premier Mandatory* (0) |
| Tier II (0)          | Premier Five* (0)      |
| Tier III (2)         | Premier* (0)           |
| Tier IV (0)          | International* (0)     |
| Tier V (0)           | International* (0)     |
| ITF-torna (5)        |                        |

* 2009-től megváltozott a tornák rendszere.
 Az egymás mellett azonos színnel jelölt tornatípusok között nincs teljes mértékű megfelelés.
|    | Dátum                | Torna          | Borítás   | Ellenfél a döntőben | Döntő eredménye  |
| 1. | 1999. november 21.   | Deauville      | Salak     | Olivia Sanchez      | 6–4, 7–5         |
| 2. | 2000. december 10.   | Cergy-Pontoise | Kemény    | Iva Majoli          | 3–6, 6–4, 6–3    |
| 3. | 2002. augusztus 4.   | Lexington      | Kemény    | Samantha Reeves     | 7–6(5), 7–6(5)   |
| 4. | 2004. szeptember 19. | Bordeaux       | Salak     | Émilie Loit         | 7–5, 2–6, 6–2    |
| 5. | 2007. szeptember 30. | Kanton         | Kemény    | Cipórá Obzíler      | 6–0, 6–3         |
| 6. | 2007. október 6.     | Tokió          | Kemény    | Venus Williams      | 4–6, 7–6(7), 6–4 |
| 7. | 2013. március 10.    | Amiens         | Salak (f) | Alix Collombon      | 6–1, 6–0         |

## Év végi világranglista-helyezései
| Év     | 2000 | 2001 | 2002 | 2003 | 2004 | 2005 | 2006 | 2007 | 2008 | 2009 | 2010 | 2011 | 2012 | 2013 | 2014  | 2015  | 2016  | 2017  | 2018  |
| Egyéni | 204. | 73.  | 76.  | 72.  | 60.  | 51.  | 87.  | 28.  | 59.  | 19.  | 116. | 85.  | 160. | 96.  | 172.  | 199.  | 167.  | 409.  | –     |
| Páros  | –    | 92.  | 171. | 316. | 224. | 188. | 260. | 894. | 156. | 256. | –    | 198. | 205. | –    | 1073. | 1131. | 1119. | 1133. | 1121. |